# Дерфель (лунный кратер)
Кратер Дерфель (лат. Doerfel) — большой ударный кратер в южной приполярной области обратной стороны Луны. Название присвоено в честь немецкого астронома Георга Самуэля Дерфеля (1643—1688) и утверждено Международным астрономическим союзом в 1985 г. Образование кратера относится к позднеимбрийскому периоду.

## Описание кратера

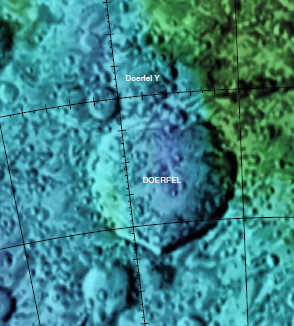
Фрагмент карты LAC-143.

Ближайшими соседями кратера являются кратер Алёхин на западе; кратер Пецваль на севере; огромный кратер Хаузен на северо-востоке; кратер Больцман на юго-востоке, а также огромный кратер Зееман на юго-западе. Селенографические координаты центра кратера 68°58′ ю. ш. 108°32′ з. д. / 68,97° ю. ш. 108,53° з. д., диаметр 68,6 км, глубина 2,75 км.
Кратер имеет близкую к циркулярной форму с небольшим выступом в южной части. За время своего существования умеренно разрушен, вал сглажен и отмечен множеством небольших кратеров, особенно в западной части. Высота вала над окружающей местностью достигает 1270 м, объем кратера составляет приблизительно 4100 км³. Дно чаши кратера сравнительно ровное, испещрено множеством мелких кратеров. В центре чаши находится небольшое поднятие местности.
На востоке от кратера находится гористая местность, которая ранее называлась горами Дерфель, однако это наименование отменено Международным астрономическим союзом.

## Сателлитные кратеры
| Дерфель | Координаты                                              | Диаметр, км |
| ------- | ------------------------------------------------------- | ----------- |
| R       | 71°14′ ю. ш. 119°52′ з. д. / 71,24° ю. ш. 119,86° з. д. | 32,2        |
| S       | 69°46′ ю. ш. 120°29′ з. д. / 69,77° ю. ш. 120,48° з. д. | 29,1        |
| U       | 68°45′ ю. ш. 117°44′ з. д. / 68,75° ю. ш. 117,73° з. д. | 34,5        |
| Y       | 67°56′ ю. ш. 108°46′ з. д. / 67,93° ю. ш. 108,77° з. д. | 79,3        |

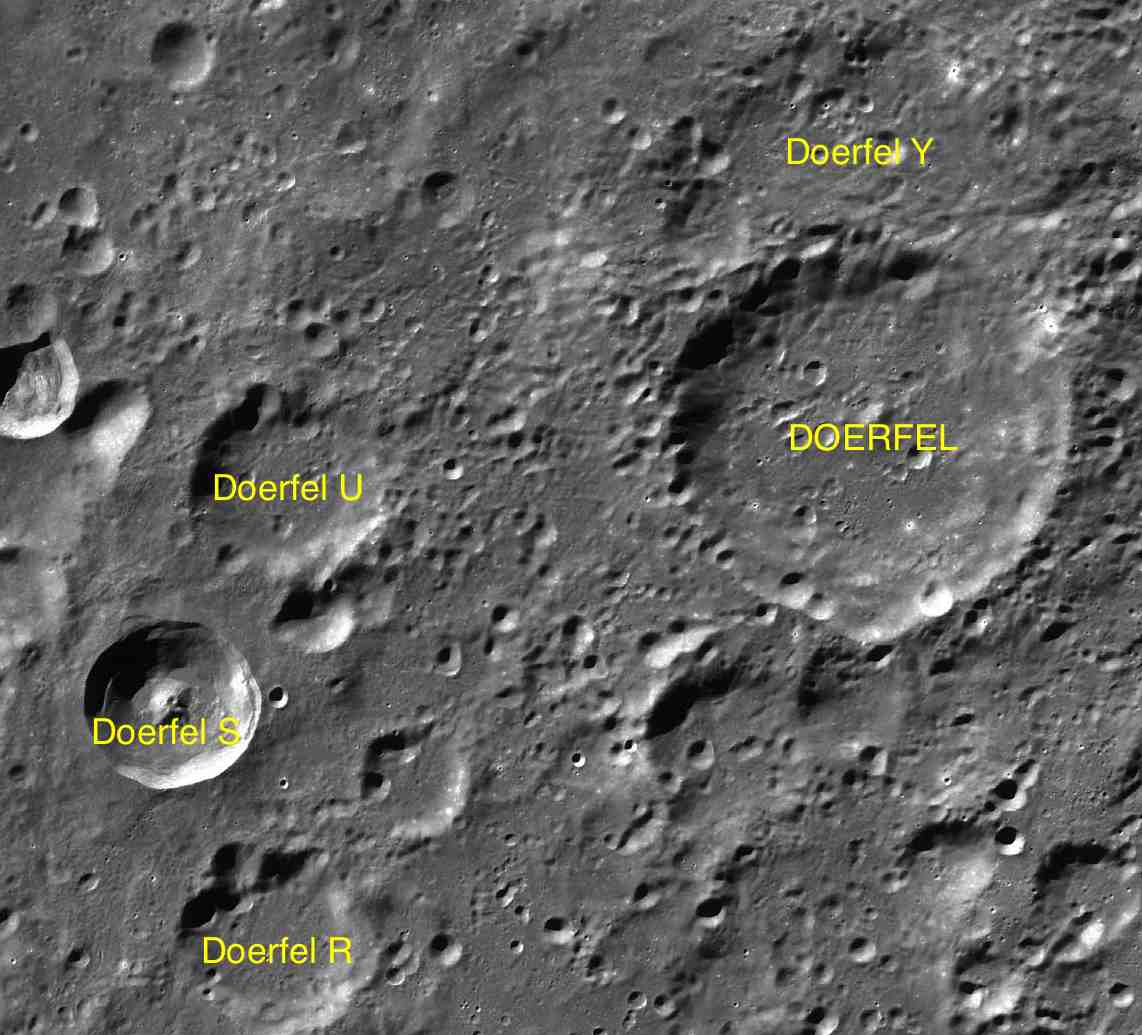
Фрагмент карты LAC-143.

- Образование сателлитного кратера Дерфель S относится к позднеимбрийскому периоду[1].